# هارييت لين (مؤلفة)
هارييت لين (بالإنجليزية: Harriet Lane)‏ (1 نوفمبر 1969)؛ صحفية وروائية بريطانية.